# Will Geer
Will Geer (Frankfort, 9 marzo 1902 – Los Angeles, 22 aprile 1978) è stato un attore e attivista statunitense.

## Biografia
ll suo ruolo più noto è stato il suo ultimo, Zebulon Walton, il nonno nella serie televisiva Una famiglia americana, dal 1971 al 1978. Geer lavorò in molti film famosi ed apparve in altrettante serie tv. Meno noto fu il suo ruolo di agitatore politico e radicale, che mantenne per tutta la vita. Venne inserito nella lista nera durante l'era McCarthy per essersi rifiutato di testimoniare davanti alla Commissione per le attività antiamericane. Fu anche un cantante folk, e in queste vesti fece il giro degli Stati Uniti nei campi di lavoro del governo nel 1930, cantando con Woody Guthrie e Burl Ives.
Laureato in orticoltura e vegetariano, fu sposato dal 1934 al 1954 con Herta Ware, dalla quale ebbe tre figli, tra cui l'attrice Ellen Geer. Ebbe inoltre una relazione omosessuale con Harry Hay, un comunista e radicale di Los Angeles, che fondò la prima grande organizzazione attivista gay americana, la Mattachine Society.
Nel 1964 fu candidato al Tony come miglior attore non protagonista in un musical per il suo ruolo in 110 in the Shade, una versione musicale del film Il mago della pioggia (1956).
Nel 1951 fondò il Theatricum Botanicum, un teatro di repertorio a Topanga Canyon, in California, dove non solo formò degli attori, ma incoraggiò la discussione filosofica e il folksinging. Sul suo letto di morte, la sua famiglia cantò This Land Is Your Land e recitò poesie di Robert Frost. Le sue ceneri si trovano nel suo Theatricum Botanicum.

## Filmografia

### Cinema
- The Misleading Lady, regia di Stuart Walker (1932)
- Argento vivo (Spitfire), regia di John Cromwell (1934)
- Oro maledetto (Wild Gold), regia di George Marshall (1934) (non accreditato)
- Mystery of Edwin Drood, regia di Stuart Walker (1935)
- La via dei giganti (Union Pacific), regia di Cecil B. DeMille (1939)
- The Fight for Life, regia di Pare Lorentz (1940)
- Il figlio della tempesta (Deep Waters), regia di Henry King (1948)
- I morti non parlano (Johnny Allegro), regia di Ted Tetzlaff (1949)
- La sete dell'oro (Lust for Gold), regia di S. Sylvan Simon (1949)
- Anna Lucasta, regia di Irving Rapper (1949)
- Nella polvere del profondo Sud (Intruder in the Dust), regia di Clarence Brown (1949)
- Bill il selvaggio (The Kid from Texas), regia di Kurt Neumann (1950)
- Pelle di bronzo (Comanche Territory), regia di George Sherman (1950)
- It's a Small World, regia di William Castle (1950)
- Winchester '73, regia di Anthony Mann (1950)
- L'amante indiana (Broken Arrow), regia di Delmer Daves (1950)
- Condannato! (Convicted), regia di Henry Levin (1950)
- Indianapolis (To Please a Lady), regia di Clarence Brown (1950)
- I filibustieri delle Antille (Double Crossbones), regia di Charles Barton (1951)
- Vittoria sulle tenebre (Bright Victory), regia di Mark Robson (1951)
- Bersaglio eccellente (The Tall Target), regia di Anthony Mann (1951)
- L'avventuriero delle Ande (The Barefoot Mailman), regia di Earl McEvoy (1951)
- Sfida a Silver City (Salt of the Earth), regia di Herbert J. Biberman (1954)
- Tempesta su Washington (Advise & Consent), regia di Otto Preminger (1962)
- Black Like Me, regia di Carl Lerner (1964)
- Operazione diabolica (Seconds), regia di John Frankenheimer (1966)
- A sangue freddo (In Cold Blood), regia di Richard Brooks (1967)
- La folle impresa del dottor Schaefer (The President's Analyst), regia di Theodore J. Flicker (1967)
- Bandolero!, regia di Andrew V. McLaglen (1968)
- Boon il saccheggiatore (The Reivers), regia di Mark Rydell (1969)
- I contrabbandieri degli anni ruggenti (The Moonshine War), regia di Richard Quine (1970)
- Noi due (Pieces of Dreams), regia di Daniel Haller (1970)
- L'angelo della morte (Brother John), regia di James Goldstone (1971)
- Cara dolce Delilah... morta (Dear Dead Delilah), regia di John Farris (1972)
- The Rowdyman, regia di Peter Carter (1972)
- Due ragazzi e un leone (Napoleon and Samantha), regia di Bernard McEveety (1972)
- Corvo rosso non avrai il mio scalpo! (Jeremiah Johnson), regia di Sydney Pollack (1972)
- Azione esecutiva (Executive Action), regia di David Miller (1973)
- Silence, regia di John Korty (1974)
- Memory of Us, regia di H. Kaye Dyal (1974)
- Il giardino della felicità (The Blue Bird), regia di George Cukor (1976)
- La polizia li vuole morti (Moving Violation), regia di Charles S. Dubin (1976)
- The Billion Dollar Hobo, regia di Stuart E. McGowan (1977)
- Mafu - Una terrificante storia d'amore (The Mafu Cage), regia di Karen Arthur (1978)

### Televisione
- The Chevrolet Tele-Theatre – serie TV, 1 episodio (1948)
- Squadra mobile (Racket Squad) – serie TV, 1 episodio (1951)
- Assistente sociale (East Side/West Side) – serie TV, episodio 1x26 (1964)
- Le cause dell'avvocato O'Brien (The Trials of O'Brien) – serie TV, 2 episodi (1966)
- Garrison Commando (Garrison's Gorillas) – serie TV, 1 episodio (1967)
- Le spie (I Spy) – serie TV, 1 episodio (1968)
- I giorni di Bryan (Run for Your Life) – serie TV, episodio 3x19 (1968)
- Missione impossibile (Mission: Impossible) – serie TV, 1 episodio (1968)
- Gli invasori (The Invaders) – serie TV, 1 episodio (1968)
- Gunsmoke – serie TV, 1 episodio (1968)
- Mayberry R.F.D. – serie TV, 2 episodi (1969)
- Arrivano le spose (Here Come the Brides) – serie TV, 1 episodio (1969)
- Tony e il professore (My Friend Tony) – serie TV, 1 episodio (1969)
- Hawaii squadra cinque zero (Hawaii Five-O) – serie TV 1 episodio (1969)
- Dove vai Bronson? (Then Came Bronson) – serie TV, 1 episodio (1969)
- Daniel Boone – serie TV, 1 episodio (1969)
- Reporter alla ribalta (The Name of the Game) – serie TV, 1 episodio (1970)
- La congiura (The Brotherhood of the Bell), regia di Paul Wendkos – film TV (1970)
- The Bold Ones: The Senator – serie TV, 1 episodio (1970)
- The Bill Cosby Show – serie TV, 1 episodio (1970)
- Giovani ribelli (The Young Rebels) – serie TV, 3 episodi (1970)
- Una moglie per papà (The Courtship of Eddie's Father) – serie TV, 1 episodio (1970)
- Love, American Style – serie TV, 1 episodio (1971)
- Lo sceriffo del sud (Cade's County) – serie TV, 1 episodio (1971)
- Due onesti fuorilegge (Alias Smith and Jones) – serie TV, 1 episodio (1971)
- The Jimmy Stewart Show – serie TV, 1 episodio (1971)
- Difesa a oltranza (Owen Marshall: Counselor at Law) – serie TV, 1 episodio (1971)
- O'Hara, U.S. Treasury – serie TV, 1 episodio (1971)
- Bonanza – serie TV, 3 episodi (1969–1971)
- The Bold Ones: The Lawyers – serie TV, 3 episodi (1970–1971)
- Vita da strega (Bewitched) – serie TV, 2 episodi (1972)
- Sesto senso (The Sixth Sense) – serie TV, 2 episodi (1972)
- Mistero in galleria (Night Gallery) – serie TV, 1 episodio (1973)
- Colombo (Columbo) – serie TV, episodio 2x06 (1973)
- Harry O – serie TV, 1 episodio (1973)
- The ABC Afternoon Playbreak – serie TV, 1 episodio (1973)
- Kung Fu – serie TV, 1 episodio (1973)
- Doc Elliot – serie TV, 1 episodio (1973)
- Savage, regia di Steven Spielberg – film TV (1973)
- Medical Center – serie TV, 3 episodi (1970–1974)
- Starsky & Hutch – serie TV, 2 episodi (1976)
- La famiglia Bradford (Eight Is Enough) – serie TV, 2 episodi (1977)
- Love Boat (The Love Boat) – serie TV, 1 episodio (1977)
- Una famiglia americana (The Waltons) – serie TV, 143 episodi (1972–1978)

## Doppiatori italiani
Nelle versioni in italiano delle opere in cui ha recitato, Will Geer è stato doppiato da:
- Lauro Gazzolo in Pelle di bronzo
- Stefano Sibaldi in Winchester 73
- Mario Bardella in Due ragazzi e un leone
- Mario Milita in Una famiglia americana
- Leonardo Severini in Corvo rosso non avrai il mio scalpo!
- Bruno Persa ne Il giardino della felicità
- Alessandro Sperlì in Starsky & Hutch
- Franco Odoardi in La famiglia Bradford (ep. 2x13-2x14)
- Renato Mori in La famiglia Bradford (ep. 3x12)